# Justicia heterosepala
Justicia heterosepala är en akantusväxtart som beskrevs av Raymond Benoist. Justicia heterosepala ingår i släktet Justicia och familjen akantusväxter. Inga underarter finns listade i Catalogue of Life.